# Zdeňka Vejnarová
Zdeňka Vejnarová, née le 22 janvier 1981 à Jilemnice, est une biathlète tchèque. Elle a participé à trois éditions des Jeux olympiques entre 2002 et 2010 avant de prendre sa retraite sportive en 2011.

## Biographie
En 2005, elle obtient son meilleur résultat dans la Coupe du monde à l'individuel d'Hochfilzen avec une septième place.

## Palmarès

### Jeux olympiques d'hiver
| Épreuve / Édition                   | Individuel | Sprint | Poursuite | Départ en masse                  | Relais |
| Jeux olympiques 2002 Salt Lake City | 23e        | -      | -         | Épreuve inexistante à cette date | -      |
| Jeux olympiques 2006 Turin          | 53e        | 43e    | 35e       | —                                | 13e    |
| Jeux olympiques 2010 Vancouver      | 55e        | 60e    | 55e       | —                                | 16e    |

Légende :
- : épreuve non inscrite au programme
- — : Pas de participation à l'épreuve

### Coupe du monde
- Meilleur classement général : 44e en 2008.
- Meilleur résultat individuel : 7e.

#### Différents classements en Coupe du monde
| Année     | Classement général final | Sprint | Poursuite | Individuel | Mass start |
| 2001-2002 | 73e                      | -      | -         | 52e        | -          |
| 2002-2003 | 48e                      | 53e    | 40e       | -          | -          |
| 2003-2004 | 66e                      | 56e    | 63e       | -          | -          |
| 2004-2005 | 56e                      | 65e    | 44e       | 56e        | -          |
| 2005-2006 | 55e                      | -      | -         | 22e        | -          |
| 2006-2007 | 59e                      | 58e    | 57e       | 56e        | -          |
| 2007-2008 | 44e                      | 40e    | -         | 23e        | 40e        |
| 2008-2009 | 69e                      | 63e    | 69e       | 64e        | -          |
| 2009-2010 | 58e                      | 46e    | 51e       | -          | -          |
| 2010-2011 | 81e                      | -      | -         | 48e        | -          |

### Championnats d'Europe
- Médaille d'argent du relais en 2003.
- Médaille de bronze du relais en 2005.

### Championnats du monde juniors
- Médaille d'argent en relais en 2001.

### Championnats d'Europe junior
- Médaille d'argent du relais en 2001.
- Médaille de bronze du sprint et de la poursuite en 2001.

### Championnats du monde de biathlon d'été
- Médaille de bronze du relais en 2002.
- Médaille de bronze du relais mixte en 2007.